# Quinolingult
Quinolingult (E-104) er et syntetisk tjærefarvestof, som indtil 2007 blev benyttet i Faxe Kondi.
Kemisk formel: C18H9NNa2O7S2 
CAS-nummer: 8004-92-0 

## Anvendelse
Quinolin er godkendt i EU til visse fødevarer i små mængder.
Det kan bl.a. forekomme i drinks, sodavand, konfekture, gelé, desserter, is, sugetabletter, tyggegummi og røget fisk.

## Følgevirkninger ved indtagelse
En undersøgelse bestilt af den britiske Food Standards Agency fandt, at en blanding af fødevarefarvestoffer, inkl. quinolingult, i kombination med konserveringsmidlet natriumbenzoat kan øge observerede symptomer på ADHD, men det er uklart, hvilken bestanddel af blandingen, der kan være ansvarlig for effekterne.

## Forbud og advarsler
Farvestoffet er forbudt i USA, Japan, Australien og Norge.
Siden den. 20. oktober 2010 har fødevarer, der indeholder farvestoffet Quinolingult, ifølge en EU-forordning fra 2008 være mærket med advarslen "Kan få indflydelse på aktivitet og opmærksomhed hos børn".
Pr. 1. juni 2013 er det acceptable daglige indtag nedsat fra maksimalt 10 mg/kg legemsvægt til 0,5 mg/kg legemsvægt.

## Andre navne for Quinolingult
- Dinatrium-2-(2-Chinolyl)-indan- 1,3-diondisulfonat (Hauptkomponente)
- Dinatrium-2-(1,3-Dioxoinden-2-yl)- chinolin-6,8-disulfonat
- Chinophthalondisulfonsäure Dinatriumsalz
- Chinolingelb S
- E 104
- Acid Yellow 3
- C.I. Food Yellow 13
- C.I. 47005
- Quinoline Yellow